# Maria Tenazi
Maria Tenazi (nacida Mariya Aleksandrovna Tadevosyan; 1903–1930) (en armenio: Մարիա Թադևոսյան; en ruso: Мария Александровна Тадевосян) fue una actriz de cine mudo soviética armenia. Fue la estrella de la película Zare (1926), la primera película armenia dedicada a la cultura kurda.

## Biografía
Mariya Aleksandrovna Tadevosyan nació el 1 de mayo de 1903 en Bakú, Imperio ruso (actual Azerbaiyán). Asistió a la N. Petrashevskaya Trade School de Tiflis, donde estudió pintura.
El director de cine ruso Vladimir Barsky viajaba en busca de paisajes escénicos para Iron Hard Labor, una película sobre la lucha de los trabajadores georgianos por sus derechos antes de la Revolución rusa de 1917. Viajaba entre la pequeña ciudad de Alaverdi y Tiflis, y en su viaje se fijó en Tenazi trabajando en una fundición de cobre. En 1924, el director Barsky la contrató para actuar en Iron Hard Labor, su primera película, protagonizada por Mikheil Chiaureli y Akaki Khorava.
En 1925, Tenazi obtuvo el papel protagonista en la película de Barsky The Secret of the Lighthouse. Su última película fue Shelter of Clouds, enfermó durante el rodaje. Murió de tuberculosis el día de su cumpleaños, el 1 de mayo de 1930, en Kobuleti, República Socialista Soviética de Georgia (actual Georgia), a la edad de 27 años.

## Filmografía
- 1924 – Iron Hard Labor (en ruso: Железная каторга)[1]
- 1924 – The Railway[3]
- 1925 – The Secret of the Lighthouse (en ruso: Тайна маяка), como Aishe, la hija
- 1926 – Zare (en armenio: Զարե)[2][4]
- 1926 – The Ninth Wave
- 1927 – In the Quagmire (en ruso: В трясине, romanizado: Gaplangva) como Marusya[5]
- 1927 – Shelter of Clouds (en ruso: Навстречу жизни)[3]